# 佐藤友亮
佐藤 友亮（さとう ともあき、1978年6月13日 - ）は、神奈川県藤沢市出身の日本の元プロ野球選手（外野手・内野手）・コーチ。2023年から北海道日本ハムファイターズのコーチを務める。

## 経歴

### プロ入り前
小学校4年の時に内野手として野球を始め、主に一塁手としてプレーする。中学校の入学と同時に投手に転向した。
慶應義塾高等学校ではエース投手として活躍、2年の夏の神奈川大会では決勝戦まで進出したが、日本大学藤沢高等学校に敗れ全国大会出場を逃してしまった。また、この時は非常に珍しい「1番・投手」だった。
慶應義塾大学では1年の春に内野手と投手を務めた。1年の秋には外野手に転向し、主に中堅手としてプレーする。2年の春には首位打者の座を獲得。4年の春までは1番を打ち、4年の秋には打順を5番に変更してリーグ優勝、明治神宮大会貢献した。リーグ通算成績は77試合出場、298打数、87安打、打率.292、2本塁打、22打点、48盗塁、ベストナイン2回（一塁、外野）。東京六大学リーグ時代に和田毅から2試合連続先頭打者二塁打を打つなど、和田とは相性が抜群で、佐藤はプロ入り後も和田を得意としていた。大学の同期に山本省吾、中村泰広がいた。
2000年のドラフト会議で西武ライオンズから4位指名を受け、外野手として西武に入団した。背番号は30。

### 西武時代

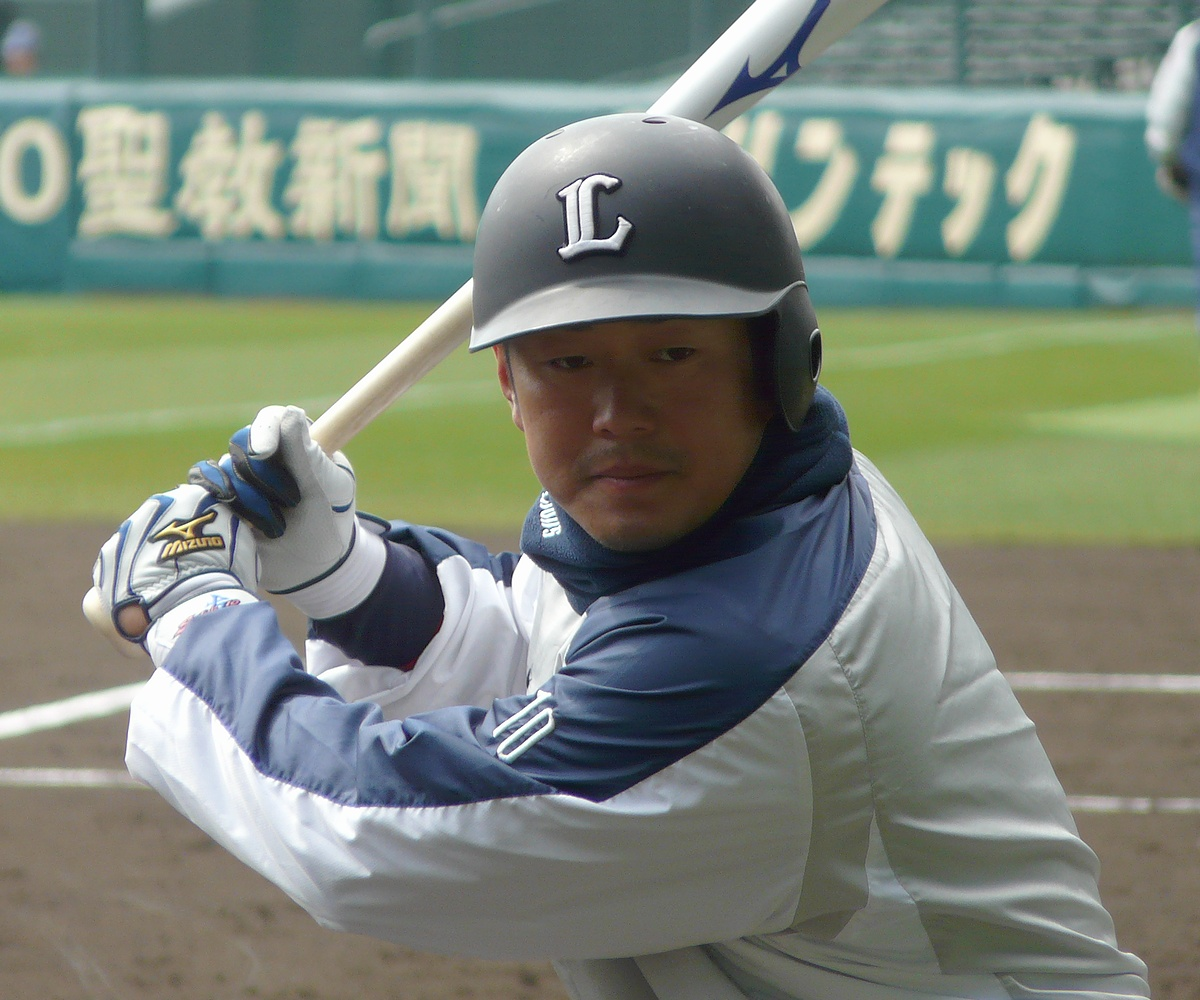
現役時代（2011年3月10日・阪神甲子園球場にて）

2001年は外野手登録ながらも内野手もこなし、佐藤はこの年はほとんど二塁手としてプレーした。この年の3月26日の対千葉ロッテマリーンズ戦で「2番・二塁手」で一軍での初出場・初先発出場を果たし、初回に一軍での初安打を放ったが、これが21世紀のプロ野球初安打となって、先制のホームを踏んで初得点を記録した。
2002年は高木浩之が「9番・二塁手」のレギュラーに定着したため、本職の外野手に専念した。
2003年に課題だった打撃が向上し、本職の外野手に専念することでレギュラー争いに参加すると、85試合に出場し、打率.288と活躍を見せた。8月25日の対福岡ダイエーホークス戦で5回裏に和田から一軍での初本塁打となる逆転の左越え満塁本塁打を放ち、チームの勝利に貢献した。
2004年は6月上旬から「1番・右翼手」のレギュラーを獲得。夏場以降は打率を急上昇させ、自身初の高い打率を記録した。初の2桁盗塁、出塁率.362、その上、パシフィック・リーグ全チームから打率で.300以上を打つなどの結果を残し、松井稼頭央移籍後の1番の打順を獲得した。中日ドラゴンズとの日本シリーズではチームトップの打率.394を記録する活躍を見せ、チームの12年ぶりの日本シリーズ優勝に貢献した。
2005年は4月2日の対東北楽天ゴールデンイーグルス戦で守備の際にフェンスに激突して左肩の脱臼及び左足首内踵骨骨折の重傷を負い、秋に復帰したもののレギュラーシーズンの大半を棒に振ってしまった。佐藤の代わりに栗山巧や高波文一、柴田博之らが「1番・右翼手」として活躍することとなり、レギュラー確保はならなかった。
2006年から背番号を「10」に変更した。2006年は開幕当初から打率が上がらず、福地寿樹の加入もあって、レギュラーからは外れてしまった。佐藤が大学時代から得意にしている和田など、左投手が先発で投げる時にはほとんど例外なく「1番・中堅手」として出場したものの、出場試合は少ない年となってしまった。
2007年に高波が楽天へ移籍したこともあり、佐藤は守備をアピールして再びレギュラーを狙った。開幕直後は「赤田将吾の長期戦線離脱」と「福地が左投手を苦手としていること」などの理由から、中堅手のレギュラーを獲得し、一時は.300を越える打率を残した。しかし、その後は不調に陥り、打率が.222と振るわず、レギュラー確保はならなかった。右投手からは打率.120だが左投手から打率.266と、この年も左投手キラー振りを発揮した。最優秀防御率を獲得した左投手の成瀬善久からも.300に近い打率を残した。左投手の時だけ、「1番・中堅手」で先発出場という起用が多かった。
2008年はチームの方針で攻撃重視となったため、出場試合数は減ったが前年は不振だった打率が.301と好調だった。左投手からはこの年も.325と打ちまくった。また、左投手限定だった打撃も.300に近い打率を記録した。11月開催のアジアシリーズにおいて「6番・右翼手」で先発出場した決勝戦では9回裏の二死一塁の場面でサヨナラ適時二塁打を放ち、チームの優勝に貢献した。また、同シリーズではMVPを獲得した。
2009年は打撃不振だったが守備固めや左投手対策の先発要員などで出場し、全く二軍落ちすることなく1年を過ごした。レギュラーシーズン中盤以降は左翼手として大崎雄太朗と併用され、得点圏打率.333、代打打率.429と勝負強い打撃を発揮。結果的にレギュラーを獲った2004年以来、5年ぶりとなる100試合出場を記録した。
2010年は高山久の台頭により、レギュラー定着とまではいかなかったものの平尾博嗣らと一緒にチームを支えるいぶし銀として活躍した。
2011年は秋山翔吾や熊代聖人といった若手に完全に出番を奪われ、出場機会は前年に比べて大きく減った。
2012年は僅か12試合の出場に終わり、年末に現役引退を表明。同じくこの年で現役引退を表明した平尾と一緒に現役引退記者会見を開いた。

### 現役引退後
2013年からはスカウトマンとして西武の編成部育成アマチュア担当に配属された。
2015年10月13日に2016年から埼玉西武ライオンズの一軍外野守備・走塁コーチに就任することが発表された。背番号は70。
2020年は二軍外野守備・走塁コーチ、2021年からは二軍野手総合兼外野守備・走塁コーチを務め、2022年限りで退任した。

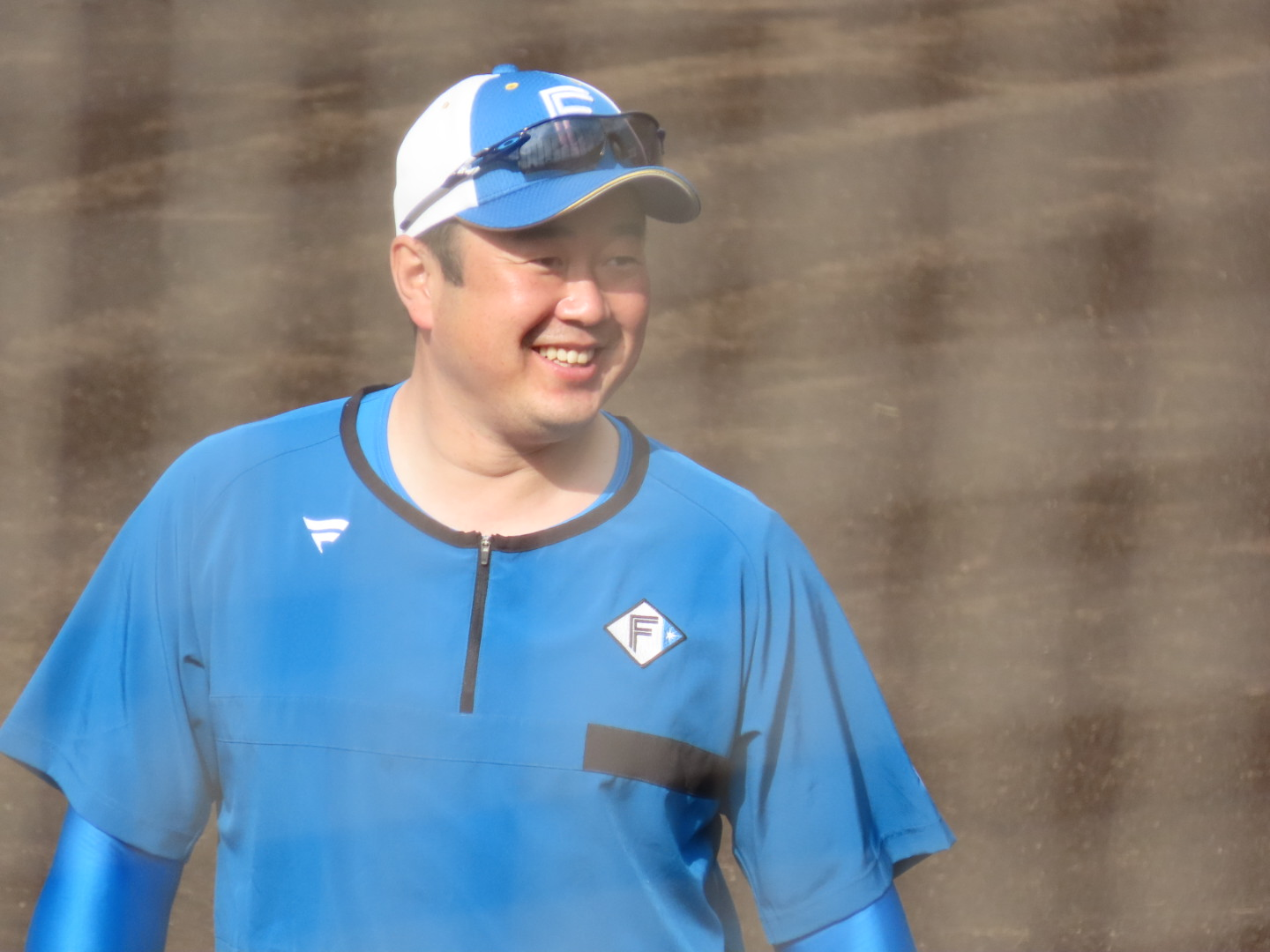
2022年11月12日ファイターズ鎌ヶ谷スタジアムにて

2022年11月4日、2023年は北海道日本ハムファイターズのファーム野手育成コーディネーター兼打撃コーチを務めることが発表された。背番号は87。2024年からは育成コーディネーター職は廃止され、役職はファーム打撃コーチとなる。同年水谷瞬をブレイクに導いた。

## 選手としての特徴・人物
走攻守が揃う万能選手。打撃では左投手への対応や勝負強さなどに定評がある。守備では外野手、二塁手、三塁手をこなせるユーティリティー性が魅力。
学生時代は“文武両道”の秀才として知られる。野球に励む傍ら、学業成績は常にトップクラスであり、慶応高校には一般受験で入学。同校卒業後は弁護士に憧れ、慶応大学法学部に進んだ。その経歴と名前の「友亮」の漢字から、「グラウンドの諸葛亮孔明」と呼ばれ親しまれた。

## 詳細情報

### 年度別打撃成績
| 年 度      | 球 団      | 試 合 | 打 席 | 打 数 | 得 点 | 安 打 | 二 塁 打 | 三 塁 打 | 本 塁 打 | 塁 打 | 打 点 | 盗 塁 | 盗 塁 死 | 犠 打 | 犠 飛 | 四 球 | 敬 遠 | 死 球 | 三 振 | 併 殺 打 | 打 率 | 出 塁 率 | 長 打 率 | O P S |
| ---------- | ---------- | ----- | ----- | ----- | ----- | ----- | -------- | -------- | -------- | ----- | ----- | ----- | -------- | ----- | ----- | ----- | ----- | ----- | ----- | -------- | ----- | -------- | -------- | ----- |
| 2001       | 西武       | 46    | 143   | 131   | 14    | 31    | 1        | 0        | 0        | 32    | 5     | 5     | 4        | 3     | 0     | 9     | 0     | 0     | 16    | 1        | .237  | .286     | .244     | .530  |
| 2002       | 西武       | 31    | 57    | 51    | 1     | 7     | 2        | 0        | 0        | 9     | 3     | 2     | 3        | 6     | 0     | 0     | 0     | 0     | 8     | 0        | .137  | .137     | .176     | .314  |
| 2003       | 西武       | 85    | 236   | 205   | 24    | 59    | 13       | 3        | 2        | 84    | 22    | 4     | 1        | 15    | 0     | 15    | 0     | 1     | 28    | 6        | .288  | .339     | .410     | .749  |
| 2004       | 西武       | 105   | 348   | 306   | 54    | 97    | 9        | 2        | 2        | 116   | 27    | 11    | 8        | 11    | 1     | 27    | 1     | 2     | 36    | 8        | .317  | .375     | .379     | .754  |
| 2005       | 西武       | 17    | 74    | 67    | 3     | 16    | 2        | 0        | 0        | 18    | 4     | 0     | 0        | 1     | 1     | 4     | 0     | 0     | 7     | 1        | .239  | .278     | .269     | .546  |
| 2006       | 西武       | 64    | 120   | 99    | 14    | 22    | 2        | 1        | 0        | 26    | 6     | 9     | 4        | 5     | 1     | 14    | 1     | 1     | 13    | 4        | .222  | .322     | .263     | .584  |
| 2007       | 西武       | 68    | 180   | 159   | 15    | 35    | 5        | 0        | 1        | 43    | 7     | 3     | 1        | 7     | 2     | 11    | 0     | 1     | 19    | 3        | .220  | .272     | .270     | .542  |
| 2008       | 西武       | 59    | 144   | 126   | 23    | 38    | 8        | 1        | 1        | 51    | 11    | 4     | 2        | 8     | 1     | 6     | 0     | 2     | 23    | 2        | .302  | .341     | .405     | .746  |
| 2009       | 西武       | 105   | 216   | 191   | 22    | 46    | 4        | 4        | 0        | 58    | 21    | 9     | 4        | 7     | 2     | 15    | 2     | 1     | 30    | 2        | .241  | .297     | .304     | .600  |
| 2010       | 西武       | 98    | 199   | 173   | 30    | 43    | 5        | 1        | 2        | 56    | 16    | 5     | 5        | 10    | 2     | 12    | 0     | 2     | 26    | 3        | .249  | .302     | .324     | .625  |
| 2011       | 西武       | 42    | 57    | 50    | 4     | 6     | 1        | 0        | 1        | 10    | 1     | 0     | 0        | 4     | 0     | 2     | 0     | 1     | 10    | 1        | .120  | .170     | .200     | .370  |
| 2012       | 西武       | 12    | 16    | 14    | 0     | 1     | 0        | 0        | 0        | 1     | 0     | 0     | 0        | 2     | 0     | 0     | 0     | 0     | 1     | 1        | .071  | .071     | .071     | .143  |
| 通算：12年 | 通算：12年 | 732   | 1790  | 1572  | 204   | 401   | 52       | 12       | 9        | 504   | 123   | 52    | 32       | 79    | 10    | 115   | 4     | 11    | 217   | 32       | .255  | .309     | .321     | .631  |

### 年度別守備成績
| 年 度 | 球 団 | 外野  | 外野  | 外野  | 外野  | 外野  | 外野     | 二塁  | 二塁  | 二塁  | 二塁  | 二塁  | 二塁     | 三塁  | 三塁  | 三塁  | 三塁  | 三塁  | 三塁     |
| 年 度 | 球 団 | 試 合 | 刺 殺 | 補 殺 | 失 策 | 併 殺 | 守 備 率 | 試 合 | 刺 殺 | 補 殺 | 失 策 | 併 殺 | 守 備 率 | 試 合 | 刺 殺 | 補 殺 | 失 策 | 併 殺 | 守 備 率 |
| ----- | ----- | ----- | ----- | ----- | ----- | ----- | -------- | ----- | ----- | ----- | ----- | ----- | -------- | ----- | ----- | ----- | ----- | ----- | -------- |
| 2001  | 西武  | 7     | 9     | 1     | 0     | 0     | 1.000    | 43    | 75    | 93    | 4     | 16    | 0.977    | -     | -     | -     | -     | -     | -        |
| 2002  | 西武  | 29    | 28    | 1     | 0     | 0     | 1.000    | -     | -     | -     | -     | -     | -        | -     | -     | -     | -     | -     | -        |
| 2003  | 西武  | 80    | 127   | 6     | 1     | 1     | .993     | 2     | 1     | 1     | 0     | 0     | 1.000    | -     | -     | -     | -     | -     | -        |
| 2004  | 西武  | 97    | 135   | 4     | 0     | 2     | 1.000    | 2     | 3     | 1     | 0     | 0     | 1.000    | 4     | 1     | 1     | 0     | 0     | 1.000    |
| 2005  | 西武  | 17    | 36    | 2     | 1     | 0     | .974     | -     | -     | -     | -     | -     | -        | -     | -     | -     | -     | -     | -        |
| 2006  | 西武  | 47    | 53    | 0     | 0     | 0     | 1.000    | -     | -     | -     | -     | -     | -        | -     | -     | -     | -     | -     | -        |
| 2007  | 西武  | 60    | 99    | 2     | 1     | 1     | .990     | -     | -     | -     | -     | -     | -        | -     | -     | -     | -     | -     | -        |
| 2008  | 西武  | 55    | 88    | 0     | 1     | 0     | .989     | -     | -     | -     | -     | -     | -        | -     | -     | -     | -     | -     | -        |
| 2009  | 西武  | 88    | 110   | 1     | 2     | 1     | .982     | -     | -     | -     | -     | -     | -        | -     | -     | -     | -     | -     | -        |
| 2010  | 西武  | 89    | 112   | 3     | 1     | 0     | .991     | -     | -     | -     | -     | -     | -        | -     | -     | -     | -     | -     | -        |
| 2011  | 西武  | 39    | 31    | 1     | 1     | 1     | .970     | -     | -     | -     | -     | -     | -        | -     | -     | -     | -     | -     | -        |
| 2012  | 西武  | 10    | 4     | 0     | 0     | 0     | 1.000    | -     | -     | -     | -     | -     | -        | -     | -     | -     | -     | -     | -        |
| 通算  | 通算  | 618   | 832   | 21    | 8     | 6     | .991     | 47    | 79    | 95    | 4     | 16    | .978     | 4     | 1     | 1     | 0     | 0     | 1.000    |

### 表彰
- アジアシリーズMVP：1回（2008年）

### 記録
初記録
- 初出場・初先発出場：2001年3月26日、対千葉ロッテマリーンズ1回戦（西武ドーム）、「2番・二塁手」として先発出場
- 初打席・初安打：同上の試合で1回裏に黒木知宏から右前安打
- 初盗塁：2001年3月28日、対オリックス・ブルーウェーブ2回戦（グリーンスタジアム神戸）、2回表に二盗（投手：小倉恒、捕手：日高剛）
- 初打点：同上の試合で10回表に今村文昭から適時打
- 初本塁打：2003年8月25日、対福岡ダイエーホークス23回戦（西武ドーム）、5回裏に和田毅から左越え満塁本塁打

### 背番号
- 30（2001年 - 2005年）
- 10（2006年 - 2012年）
- 70（2016年 - 2022年）
- 87（2023年 - ）